# Billy Clifford
Billy Clifford (Chippenham, Wiltshire, Inglaterra, 18 de octubre de 1992) es un futbolista inglés. Se desempeña como centrocampista ofensivo en el Havant & Waterlooville FC de la National League South de Inglaterra.

## Trayectoria

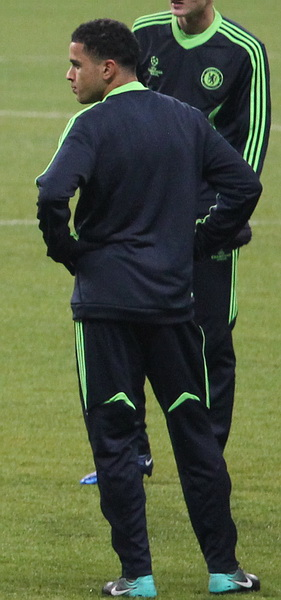
Clifford entrenando.

Billy ha sido parte de la Academia del Chelsea Football Club desde los 7 años de edad. Luego de haber destacado en el equipo Sub-16 de la academia, Billy fue promovido al equipo juvenil en la temporada 2008-09, debutando con este equipo el 31 de enero de 2009 en la derrota por 3-2 frente al Norwich City y logrando disputar 6 partidos durante la campaña.
En la temporada 2009-10, Billy fue promovido al equipo de reservas, debutando con este equipo el 1 de septiembre de 2009 en la victoria por 5-2 ante las reservas del Portsmouth FC. Con este equipo, Billy estuvo presente en solamente 5 partidos durante la temporada, pero con el equipo juvenil pudo disputar 26 partidos y marcar en una ocasión, siendo uno de los jugadores más regulares en el equipo. El 4 de mayo de 2010, Billy se consagró campeón de la FA Youth Cup en Stamford Bridge, donde el Chelsea derrotó al Aston Villa por 2-1 (3-2 en el global), para así coronarse campeón del torneo desde 1961. En total, Billy disputó 26 encuentros con el equipo juvenil durante esa temporada, además de que también anotó su primer gol el 3 de octubre de 2009 en la victoria por 4-3 sobre el Fulham FC.
El 23 de julio de 2010, durante la pretemporada del Chelsea, Billy debutó con el primer equipo en la derrota por 3-1 frente al Ajax Ámsterdam, siendo sustituido al medio tiempo por Nathaniel Chalobah.
En septiembre de 2010, Billy fue inscrito en la Lista B de la plantilla que disputó la Liga de Campeones, utilizando el dorsal #47. Billy fue llamado a la derrota del Chelsea por 4-3 frente al Newcastle United en la Football League Cup el 22 de septiembre de 2010, aunque permaneció en la banca durante todo el encuentro. También fue sustituto en la victoria por 2-0 sobre el Spartak de Moscú en la Liga de Campeones el 19 de octubre de 2010.
A pesar de que Billy entrenaba regularmente con el primer equipo, también fue parte fundamental tanto para el equipo juvenil, como para el equipo de reservas. Billy logró establecerse en el equipo de reservas durante la temporada 2010-11, disputando 13 encuentros y anotando 2 goles. El primero sería en la victoria por 7-2 sobre el Blackpool FC el 14 de marzo de 2011, mientras que el segundo sería en el siguiente encuentro ante el Wigan Athletic, donde el Chelsea se impuso por 1-0, convirtiéndose en pieza clave en la obtención de la Premier Reserve League por primera vez en la historia del Chelsea, Sin embargo, Billy tampoco pasó desapercibido por el equipo juvenil, ya que a pesar de ser un defensa, jugó un papel importante en el mediocampo del equipo durante la incursión de este en la FA Youth Cup, además de que en la liga disputó 10 encuentros y anotó 4 goles. El primero sería en la victoria por 4-1 sobre el Portsmouth FC el 20 de noviembre de 2010, mientras que en el siguiente encuentro ante el Norwich City, Billy anotaría un hat-trick, ayudando al Chelsea a llevarse la victoria por 5-1. Como recompensa, el club le ofreció una renovación de contrato con una duración de 4 años en septiembre de 2011.

## Clubes
| Club                              | País       | Año         |
| --------------------------------- | ---------- | ----------- |
| Chelsea FC Sub-18, Sub-21, Sub-23 | Inglaterra | 2010 - 2014 |
| Colchester United (cedido)        | Inglaterra | 2013        |
| Yeovil Town (cedido)              | Inglaterra | 2013        |
| Royal Antwerp FC (cedido)         | Bélgica    | 2014        |
| Walsall FC                        | Inglaterra | 2014 - 2015 |
| Boreham Wood FC                   | Inglaterra | 2015 - 2016 |
| Crawley Town                      | Inglaterra | 2016 - 2018 |
| Boreham Wood FC                   | Inglaterra | 2018        |
| Hemel Hempstead Town              | Inglaterra | 2018        |
| Billericay Town                   | Inglaterra | 2018 - 2019 |
| Slough Town (cedido)              | Inglaterra | 2019        |
| Wealdstone FC                     | Inglaterra | 2019 - 2020 |
| Havant & Waterlooville FC         | Inglaterra | 2020 -      |